# Juifs des montagnes
Les Juifs des montagnes habitent principalement le versant nord du Caucase oriental : leur population est surtout concentrée au Daghestan. Ils sont aussi appelés Juifs Juvuro, Juifs Juhuro, Juifs de la montagne ou encore Juifs caucasiens, mais ce dernier terme a un sens plus large car il inclut les Juifs géorgiens et les ashkénazes vivant au Caucase, notamment à Batoum, Tbilissi et Bakou.

## Auto-appellation

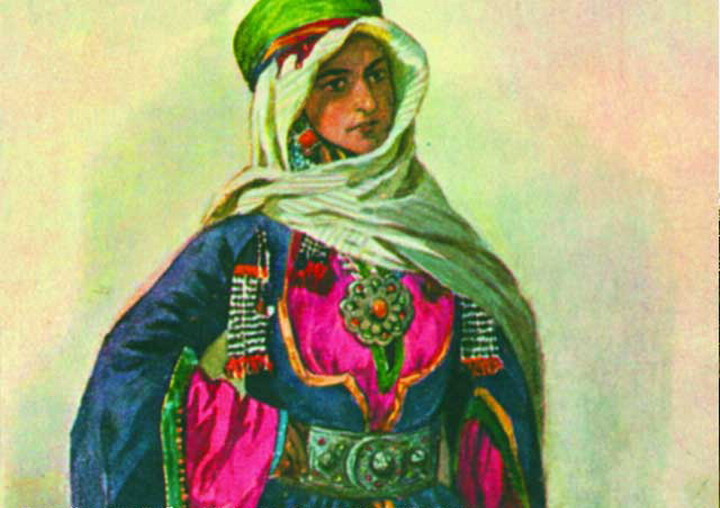
Juive des montagnes de Quba, v. 1850.

Ils se désignent entre eux sous le nom de Juhuro (ou Juvuro, en langue kouba), signifiant « Juifs ». Dans cette langue, les ashkénazes venus de Russie sont nommés Juhuro Esghenezini alors que les autochtones s'auto-désignent comme Juhuro Imuni (« juifs de notre région », donc du Caucase oriental), ou encore Ivri (Hébreux) ou Yehudi. Dans les écrits bibliographiques, ils apparaissent aussi comme Juifs du Caucase Est, Dağ Çufut (« Juifs de la montagne » en langues turciques), Juhurs ou Juifs tats. En russe, ce sont les Gorskyie Yevrei (Горские евреи, « Juifs de la montagne »).

## Localisation
La majorité vit au Daghestan, plus particulièrement dans le raïon des Kaïtagues (notamment à Madjalis), à Magaramkend, à Derbent (ville la plus méridionale de la Russie) et à Makhatchkala (capitale du Daghestan). Les Juifs des montagnes vivent aussi dans quelques villages d'Azerbaïdjan dont Qırmızı Qəsəbə, village près de Quba, connu pour être quasi-intégralement juif.
De 1970 à 1990, la majorité émigre en Israël, aux États-Unis ou à Moscou.
Il est difficile d'évaluer la population car ces Juifs ont été intégrés au total des populations juives, lors des recensements. En 1979, ils étaient 19 000 au Daghestan et 35 000 en Azerbaïdjan. La proportion de Juifs de la montagne est inconnue. Le site Web ethnologue.com[réf. à confirmer] estime le nombre total à 101 000 personnes. Quelque 70 000 vivent en Israël.

## Langue

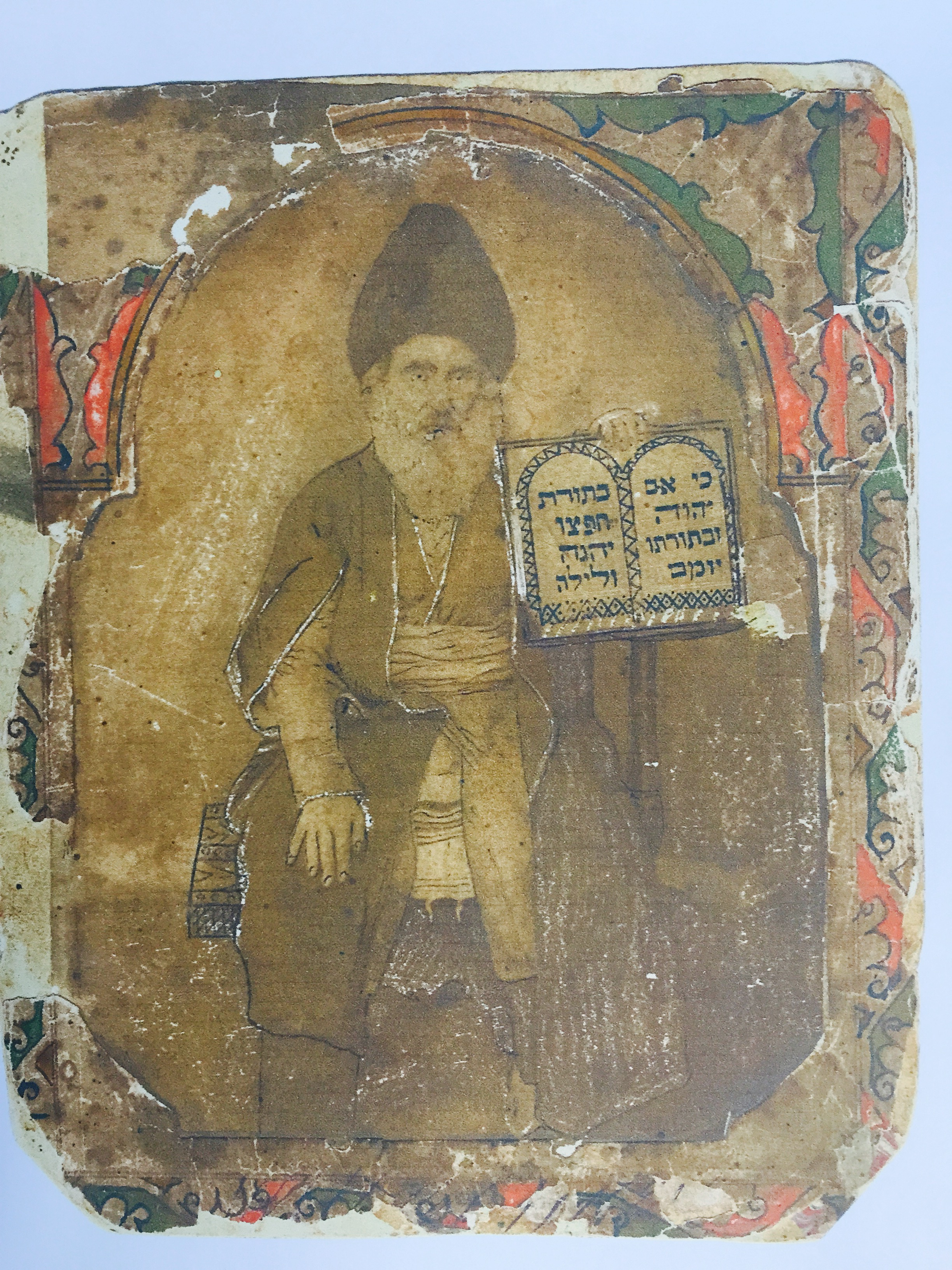
Gershon bar Reuben Mizrahi (1815-1891), hassid, cabaliste, grand-rabbin des Juifs des montagnes et de tout le Caucase.

Ils parlent le juhuri (un dialecte arabisé du farsi), ou judéo-tat (moyen perse, langue iranienne de l'époque sassanide, aussi appelée pehlevi). Le juhuri est une branche iranienne des langues indo-européennes qui ressemble à la langue des musulmans Tats d'Azerbaïdjan mais avec un important lexique hébreu et des caractéristiques linguistiques sémites, y compris le aïn guttural.
Au début du XXe siècle, les Juhuro utilisaient l'écriture hébraïque (et donc l'alphabet hébreu), puis durent passer à l'alphabet latin durant l'indigénisation et la politique de latinisation qui s'ensuivit, pour finalement adopter, non sans contrainte, l'alphabet cyrillique russe à partir de 1924.

## Galerie de photographies historiques

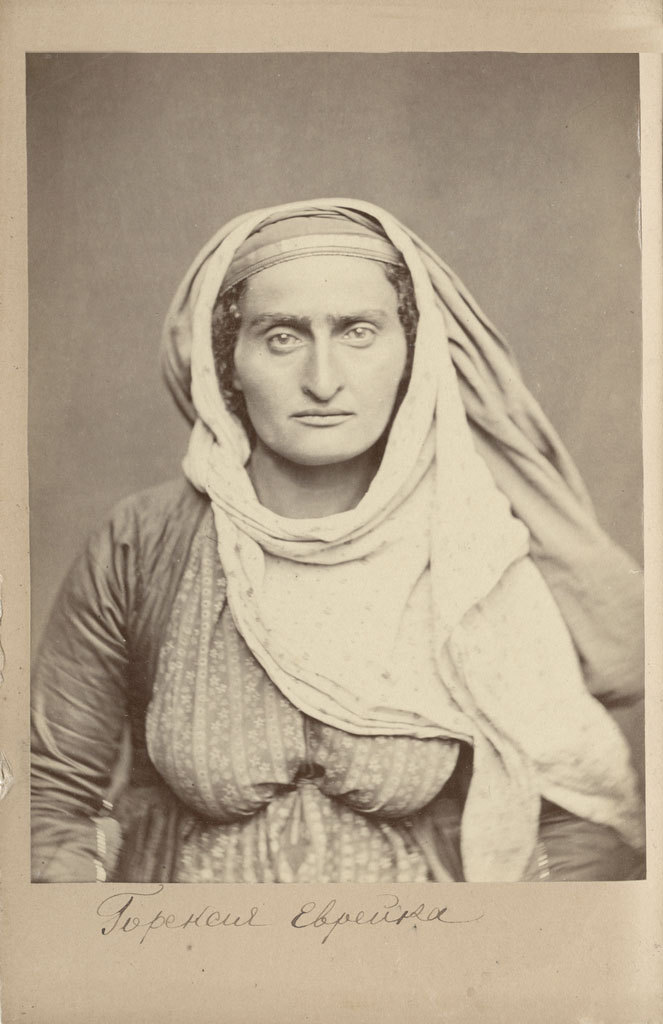
Juive des montagnes, (Daghestan). Photo  Alexandre Roinachvili  (fin XIXe siècle).
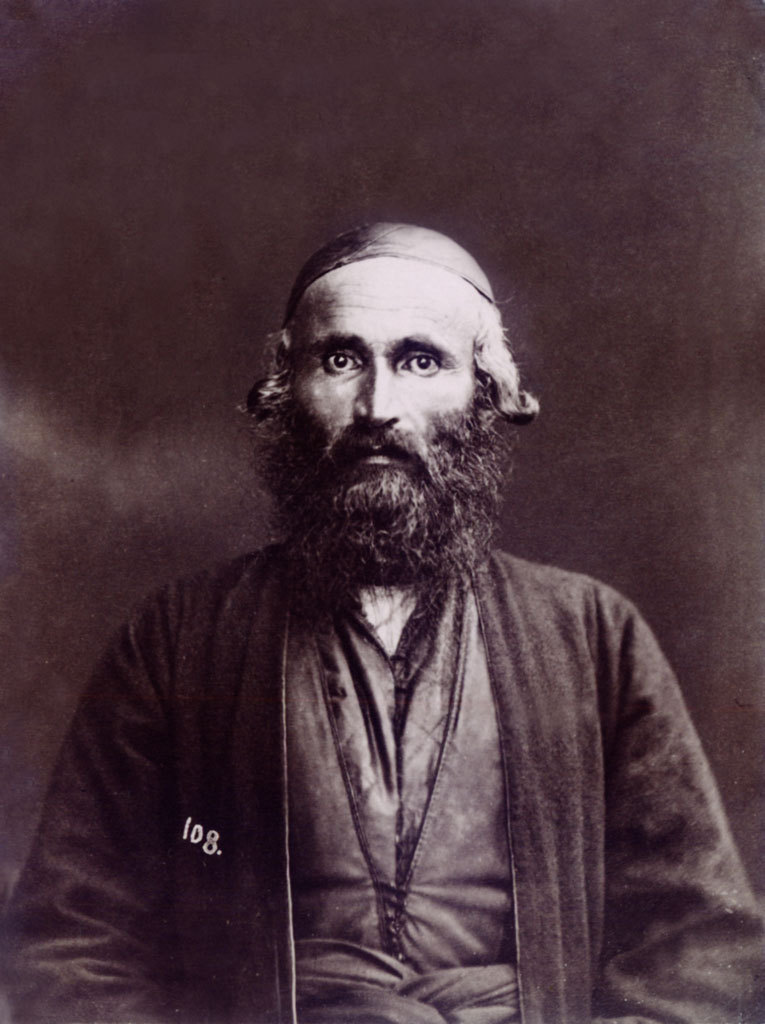
Juif des montagnes, (Daghestan).  Photo  Alexandre Roinachvili (in XIXe siècle).
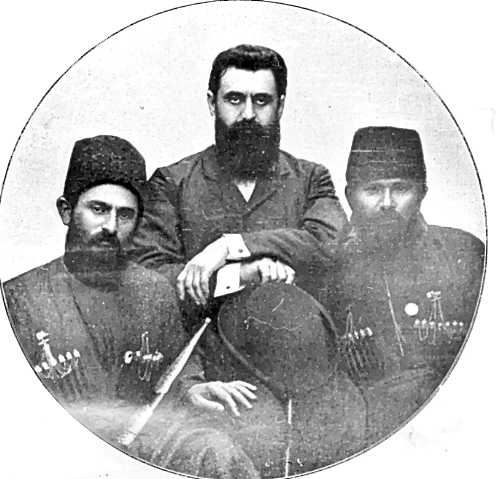
Théodore Herzl au centre, entouré de Juifs des montagnes, lors du  Premier Congrès sioniste à Bâle en Suisse (1897).
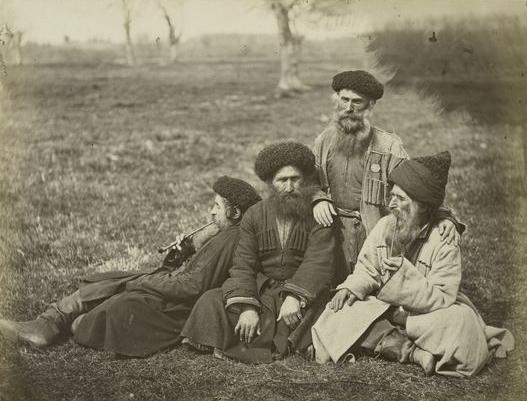
Juifs des montagnes portant la chokha, après une journée de travail (v. 1898).
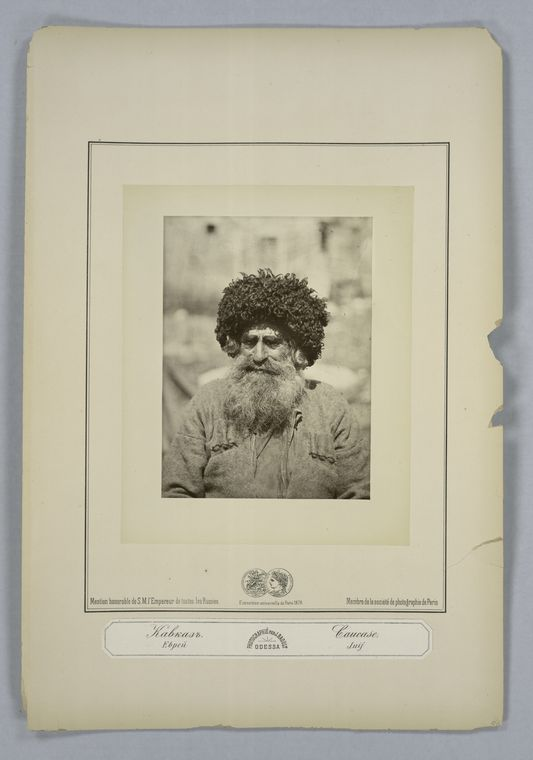
Juif des montagnes (1898).
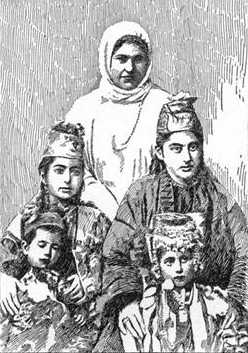
Femme juive et ses filles (vers 1900).
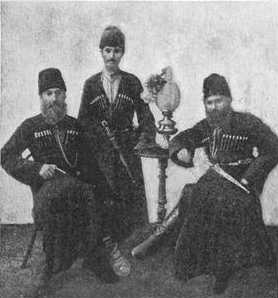
Juifs des montagnes au début de XXe siècle.
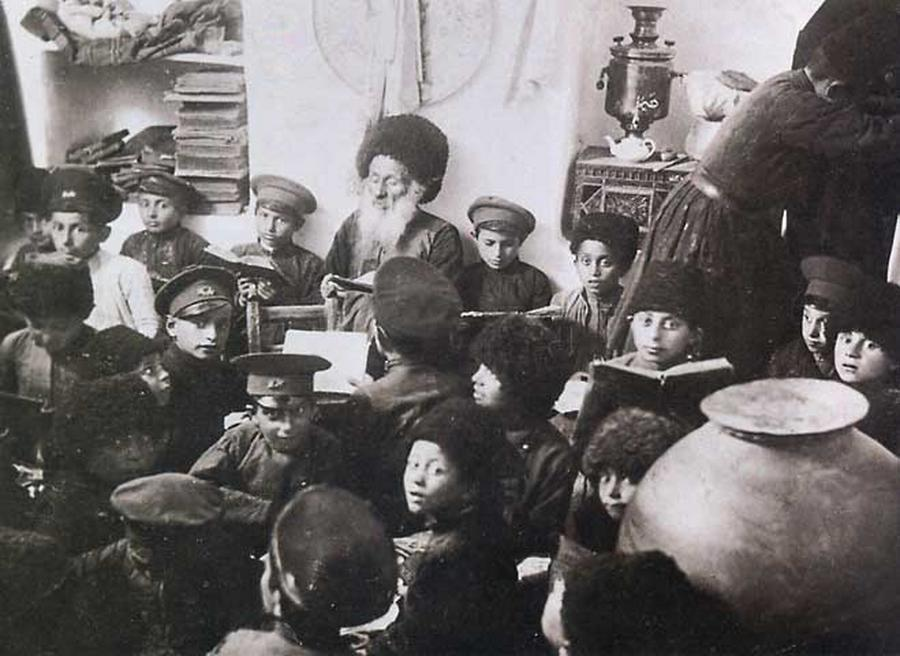
Classe primaire ou Talmud Torah à Quba (v. 1920).

## Origine ethnique et histoire

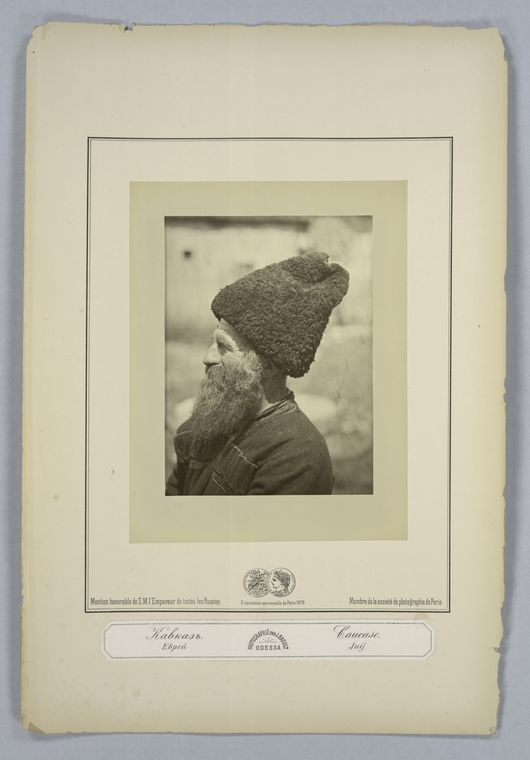
Port de la Tcherkeska (manteau) et de la papakha (couvre-chef), 1898.

Les ancêtres des Juifs des montagnes sont, à l'origine, des Juifs perses venus du sud-ouest de la Perse (Iran actuel). Leur langue est le moyen perse de l'ère Sassanide (224-650). L'écriture correspondante est le « pahlavi », déformation du mot « parthe », du nom du peuple et de la civilisation du même nom du nord-est de l'Iran (250 av. J.-C./226 ap. J.-C.).
Les Juifs de la montagne se sont établis dans le royaume de l'Albanie caucasienne aux Ve et VIe siècles et ont tissé des liens avec les populations du Daghestan voisin. Selon leur propre tradition, ils seraient arrivés dans le Caucase oriental en -722.
Il y a trois hypothèses sur leurs origines : 
- L'une affirme que les Parthes et les Sassanides ont installé des colonies juives dans le Caucase comme sentinelles, pour les prévenir les incursions de tribus nomades venant de la steppe pontique.
- Une autre soutient la thèse des Tats convertis au judaïsme (mais inversement, une autre encore suppose que les Tats musulmans actuels sont d'anciens juifs Tat convertis).
- Une troisième enfin évoque une ascendance khazare, assez improbable d'ailleurs car les Juifs des montagnes sont attestés au Caucase bien avant le royaume Khazar. Mais une alliance avec le Khanat Khazar n'est pas improbable et des Juifs khazars ont pu se réfugier ici et grossir la communauté après la chute du royaume Khazar entre les Xe siècle et XIe siècle.

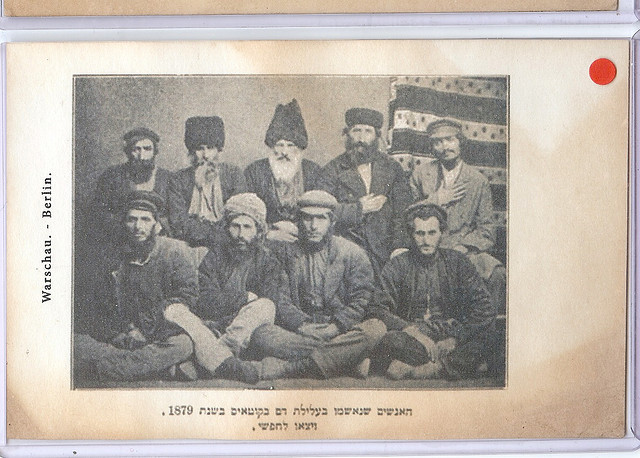
Juifs du Caucase (accusés de « crime rituel »), 1879.

Ces Juifs Mizrahim sont descendus de leurs montagnes vers les plaines et les villes côtières de la Caspienne entre le XVIIIe et le XIXe siècle mais ont conservé ce nom de « Juifs des montagnes ». Dans les villages (aouls, terme Tatar désignant un village fortifié du Daghestan), ils avaient un quartier bien à eux, ainsi que dans les villes. Ils ont adopté la tenue vestimentaire des montagnards mais conservé les rites et codes religieux juifs.
Alors qu'ailleurs en Asie centrale on leur interdisait de posséder ou cultiver la terre, ici et au XIXe siècle, ils étaient fermiers, cultivateurs, céréaliers… La culture du riz était leur plus ancienne tradition mais ils élevaient aussi le ver à soie et cultivaient l'abricotier, le tabac et la vigne. Juifs, Géorgiens et Arméniens voisins pratiquaient aussi la vinification, interdite aux musulmans par leur religion. C'étaient aussi de bons tanneurs : le tannage était leur 3e activité après l'agriculture et la culture vivrière. Dans les villes, ils pratiquaient le commerce et l'artisanat.
En 1918-1919, lors des affrontements tripartites entre bolchéviques, nationalistes arméniens de la Fédération révolutionnaire arménienne et musulmans azerbaïdjanais, 3 000 civils juifs et lezghiens sont massacrés à Quba en Azerbaïdjan.

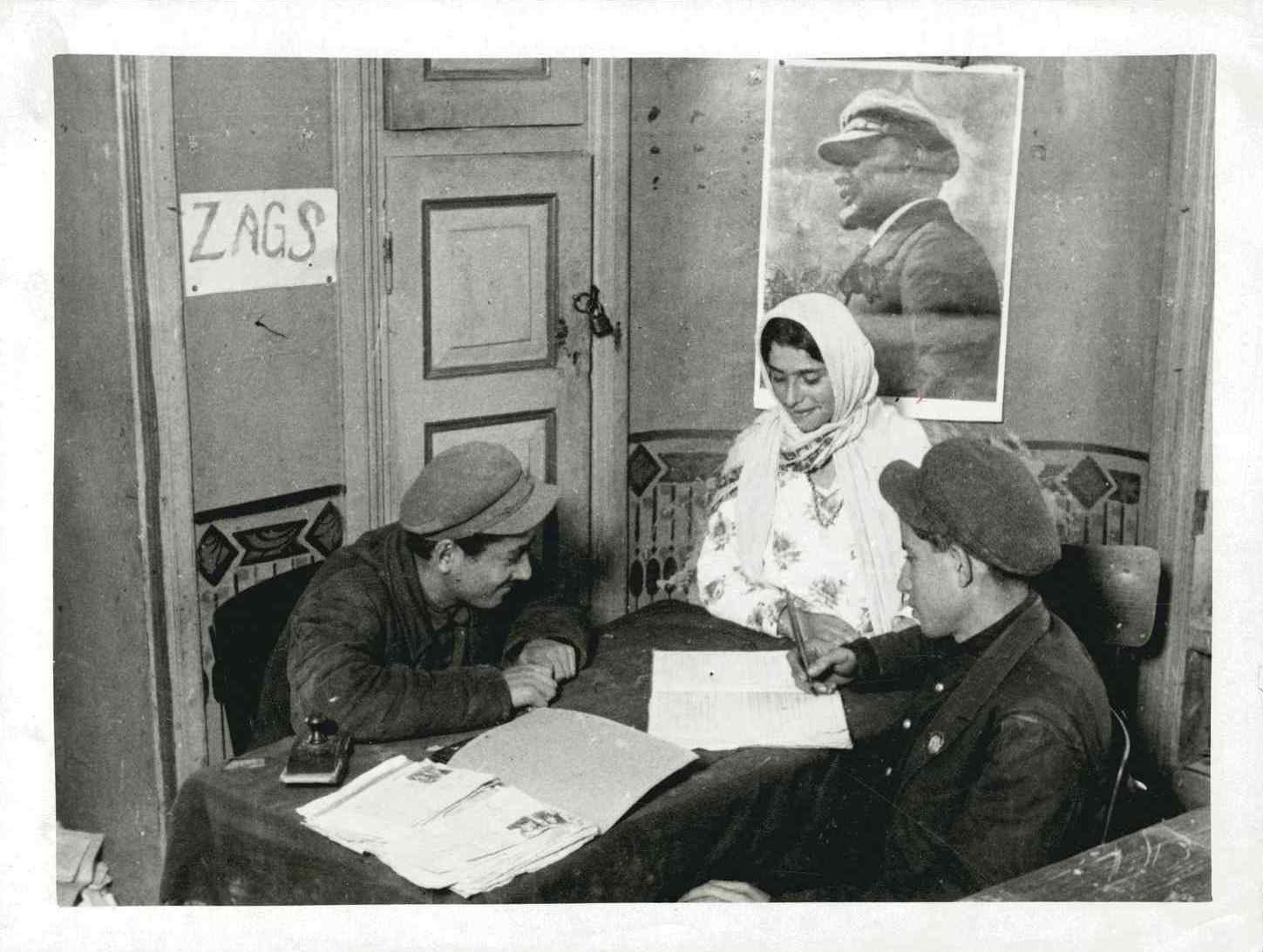
Enregistrement du mariage entre Juifs des montagnes, les jeunes communistes M. Khatayevitch et Shushanna Khaïmova, gérante d'une boutique à Kuba (Azerbaïdjan), 1932.

Avant l'ère soviétique, les enfants (garçons seulement) étaient scolarisés à la synagogue. Puis apparurent de nouvelles écoles élémentaires laïques et obligatoires, où l'enseignement était dispensé en russe et tat jusqu'au début de la Seconde Guerre mondiale.
À l'époque soviétique, on les autorisait à pratiquer leurs activités économiques, mais seulement sous le contrôle des structures collectives de type kolkhoze. Actuellement, ils vivent côte à côte avec les autres groupes ethniques.
Le premier journal en langue juhuro (Zakhmetkhech : « les Travailleurs ») parut en 1928. Après la guerre, le russe devint la langue unique pour l'enseignement au Daghestan et le journal cessa de paraître. Néanmoins, les intellectuels juifs restent toujours très actifs sur la scène culturelle du Daghestan (acteurs, écrivains, poètes…).
Après leur alya, environ 50 000 Juifs des montagnes vivent en Israël. Il resterait, en 2002, 3 394 Juifs des montagnes sur le territoire russe.
Le 23 juin 2024, des attaques terroristes revendiquées par l'État islamique qui font 20 morts visent les villes du Daghestan Makhatchkala et Derbent où la synagogue est prise pour cible.

### Krasnaya Sloboda (Qırmızı Qəsəbə)

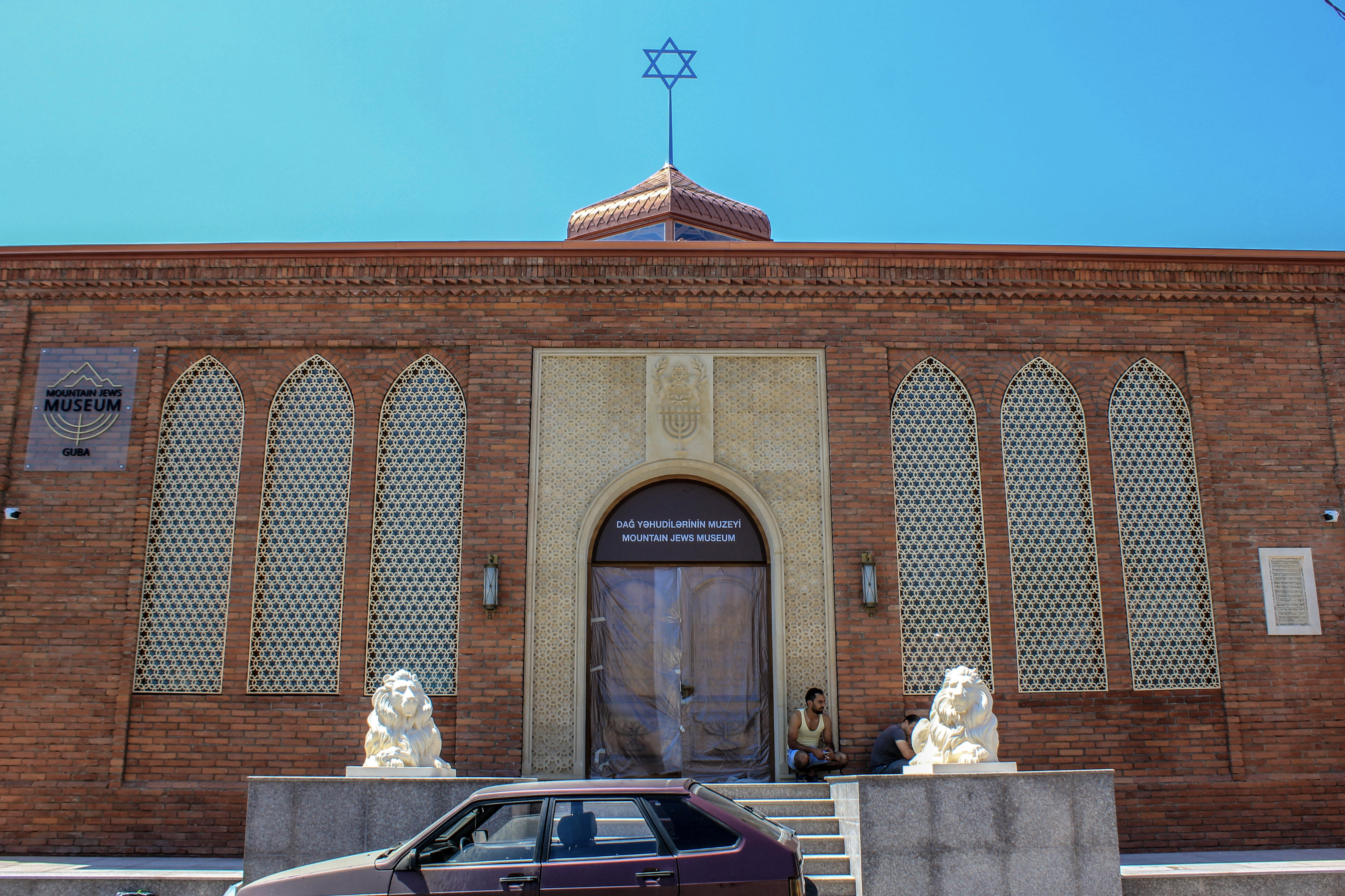
Premier musée des Juifs des montagnes à Krasnaya Sloboda (Qırmızı Qəsəbə).

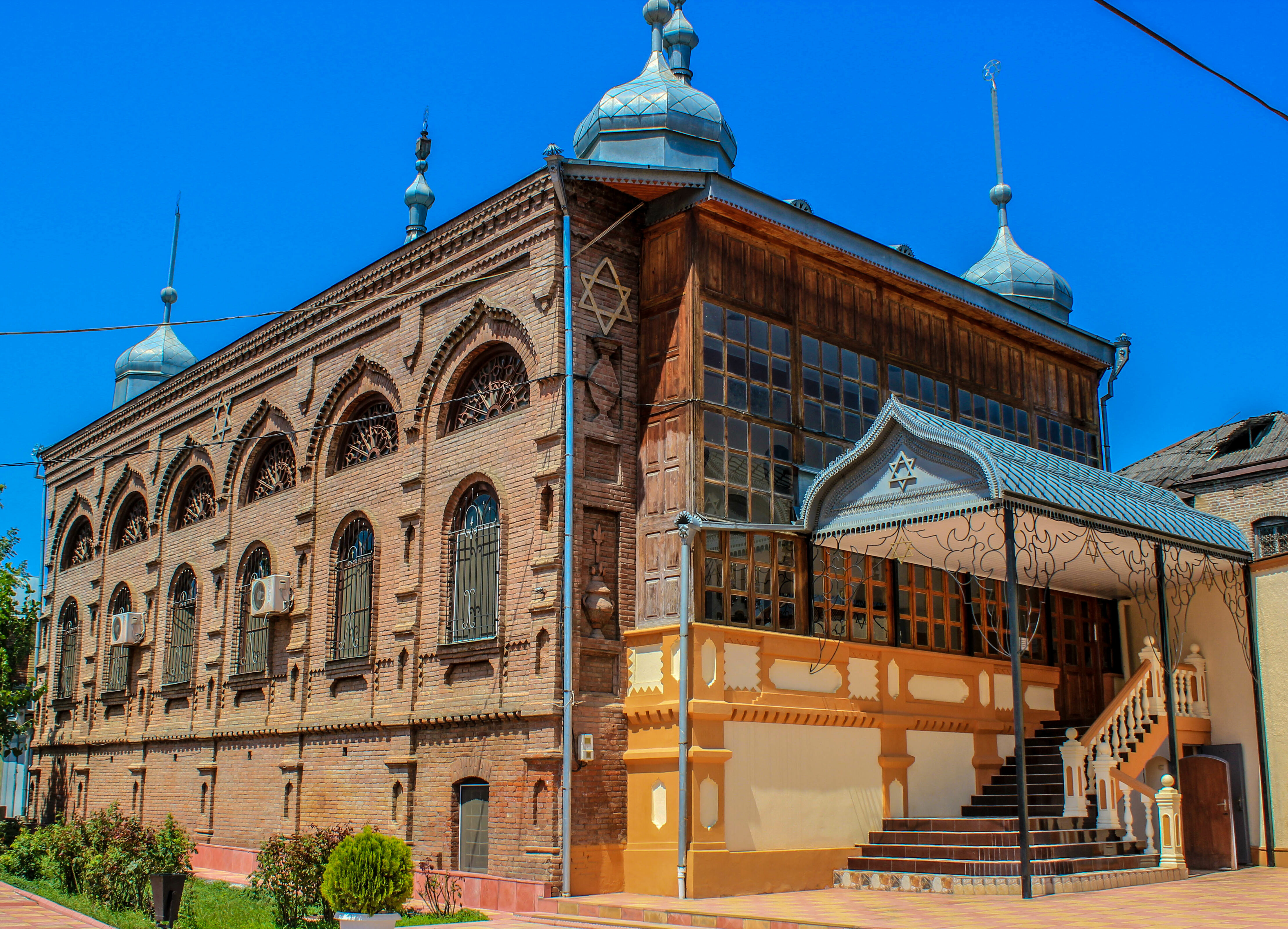
Synagogue aux six dômes de Krasnaya Sloboda.

Les Juifs des montagnes habitent la région depuis le XIIIe siècle. En 1742, le Khan de Quba autorise les Juifs à créer leur propre municipalité, Krasnaya Sloboda (« ville rouge » pour la couleur de ses toits). Cela permet à la communauté d'échapper à la persécution et de préserver son identité et ses traditions juives. L'éloignement de la communauté aide également les Juifs des montagnes à endurer les vicissitudes de la Seconde Guerre mondiale, les pogroms russes et d'autres bouleversements politiques du XXe siècle,.
Au milieu des années 1980, les Juifs des montagnes de Krasnaya Sloboda comptent plus de 18 000 personnes. En 2016, il reste un peu plus de 3 000 habitants. Beaucoup de ceux qui sont partis conservent un lien fort avec la ville. Certains qui habitent désormais Moscou, New York ou Israël continuent d'investir dans des projets qui améliorent le mode de vie simple de leur ville natale sans diminuer ses traditions.
De nos jours, Krasnaya Sloboda est l'une des seules villes entièrement juives en dehors d'Israël et figure le dernier shtetl survivant au monde. Il y reste deux synagogues fonctionnelles (une d'été et une d'hiver) : la synagogue Altı günbəz (grande) construite en 1888 et la synagogue Giləki (Hilaki) de 1896. Tous les visiteurs doivent ôter leurs chaussures avant d'entrer - bien que ce ne soit pas une tradition juive - car dans le Caucase du Sud, certains rituels musulmans ont été empruntés par les Juifs - et les Juifs des montagnes et les musulmans chiites sont considérés comme Azerbaïdjanais de la même manière, dit-on.
Les habitants parlent trois langues : le judéo-tat ou juhuri (un dialecte arabisé du farsi) parlé par les Juifs des montagnes dans la vie quotidienne, le russe et l'azéri.
Oubliant quelque peu leur passé agité, les Juifs des montagnes valorisent l'administration du président Ilham Aliyev, ce qui pourrait s'apparenter à la propagande du récit national que le gouvernement azerbaïdjanais veut faire connaître - une société inclusive et cosmopolite qui est laïque et non menaçante pour les valeurs occidentales. Cependant, les groupes de surveillance classent désormais l'Azerbaïdjan parmi les États les plus politiquement répressifs au monde.

## Personnalités

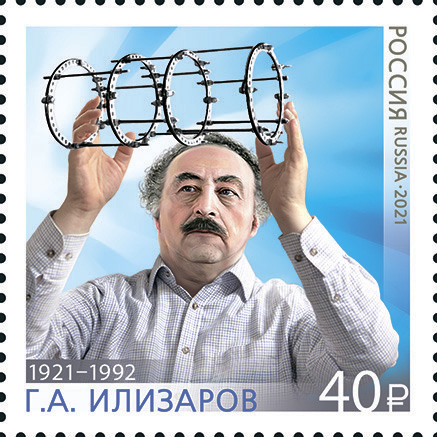
Timbre russe pour le centenaire de Gavriil Ilizarov présenté avec l'appareil qu'il a inventé pour la distraction osseuse (2021).

- Timbre russe pour le centenaire de Gavriil Ilizarov présenté avec l'appareil qu'il a inventé pour la distraction osseuse (2021). Shetiyel Semyonovich Abramov (en), héros de l'Union soviétique
- Aluf Ehud (Udi) Adam (en), général des Forces de défense israéliennes et chef du Commandement nord israélien
- Yékoutiel (Kuti) Adam, militaire israélien, commandant de l'Opération Entebbe, père du précédent
- Albert Agarounov, héros national d'Azerbaïdjan
- Boris Gavrilovich Gavrilov (en), écrivain, poète, dramaturge et professeur soviétique, fondateur de l'école des Juifs des montagnes, compilateur des premiers grammaire, manuels et dictionnaire en judéo-tat[7]
- Mirza Khazar, analyste politique, présentateur, journaliste américain, éditeur et traducteur de Bible[8].
- Gavriil Abramovich Ilizarov (en), médecin, inventeur et chirurgien orthopédique soviétique
- Avraham Michaeli, homme politique israélien
- Léonard Rosenthal, homme d'affaires
- Israel Tsvaygenbaum, peintre russo-américain
- Sarit Haddad, chanteuse israélienne
- Yafa Yarkoni, chanteuse israélienne.

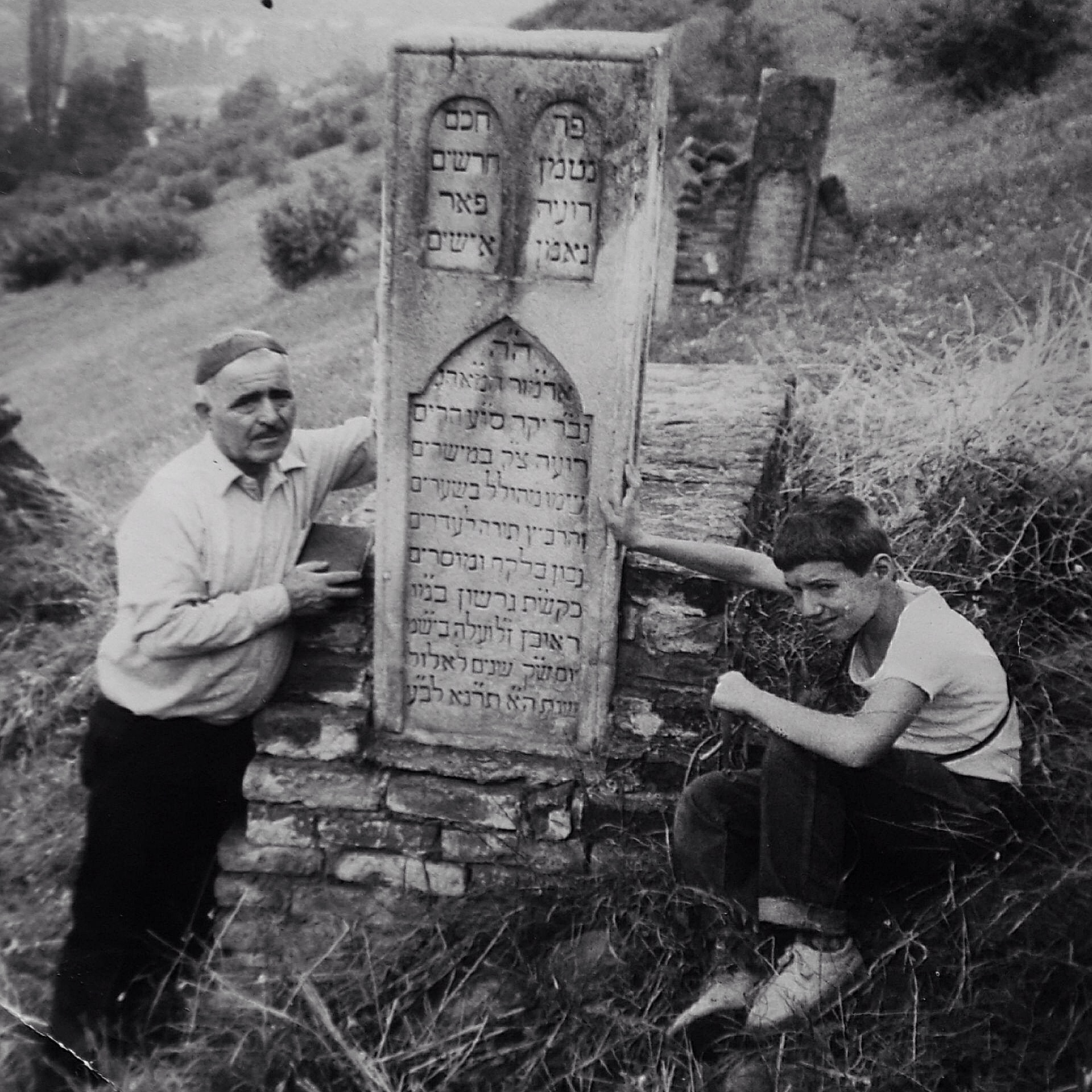
Tombe du rabbi Gershon Bar Reuben Mizrahi (1815-1891) au cimetière juif de Quba (1987).
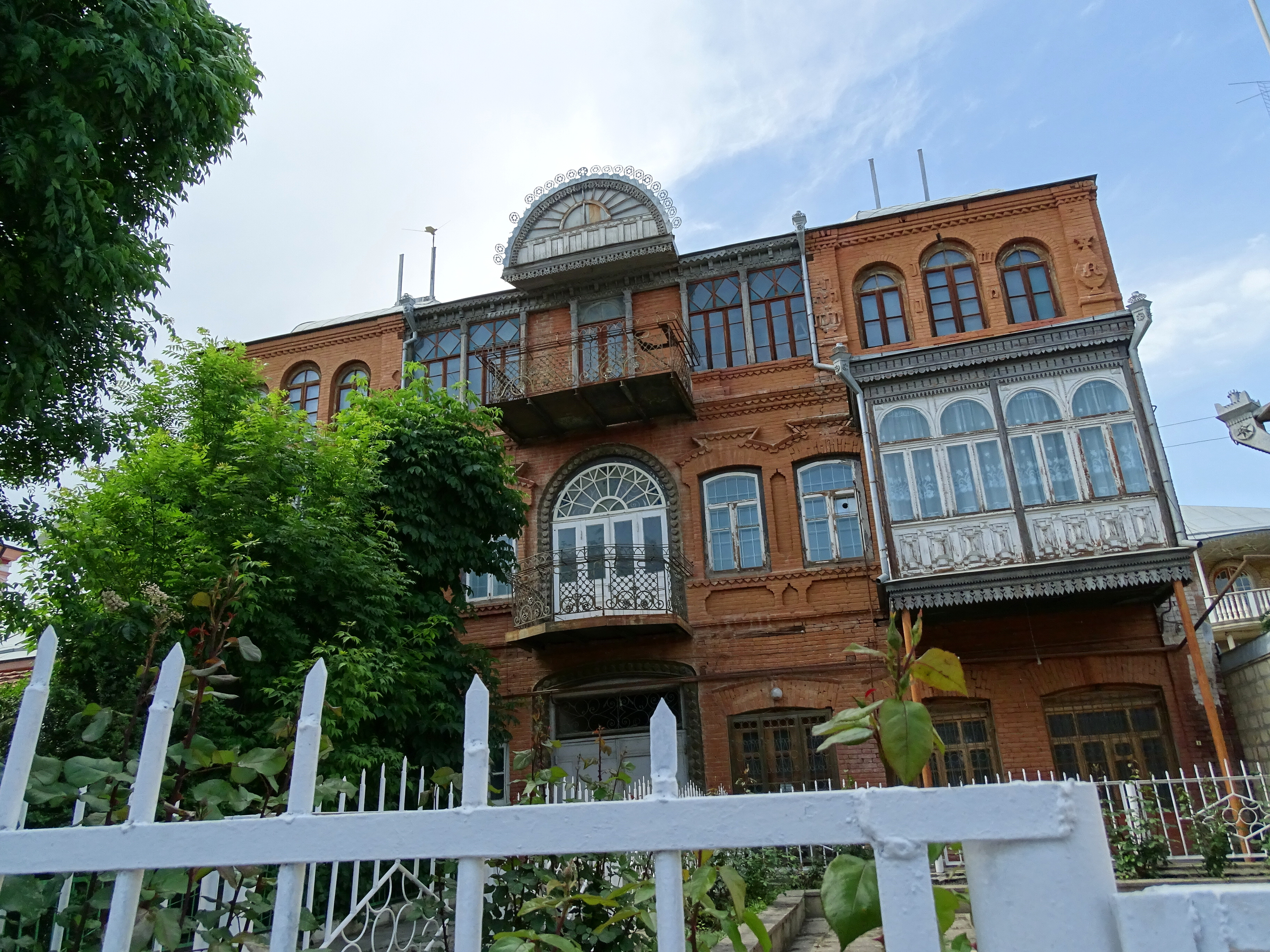
Bâtiment juif avec des étoiles de David, Quba.
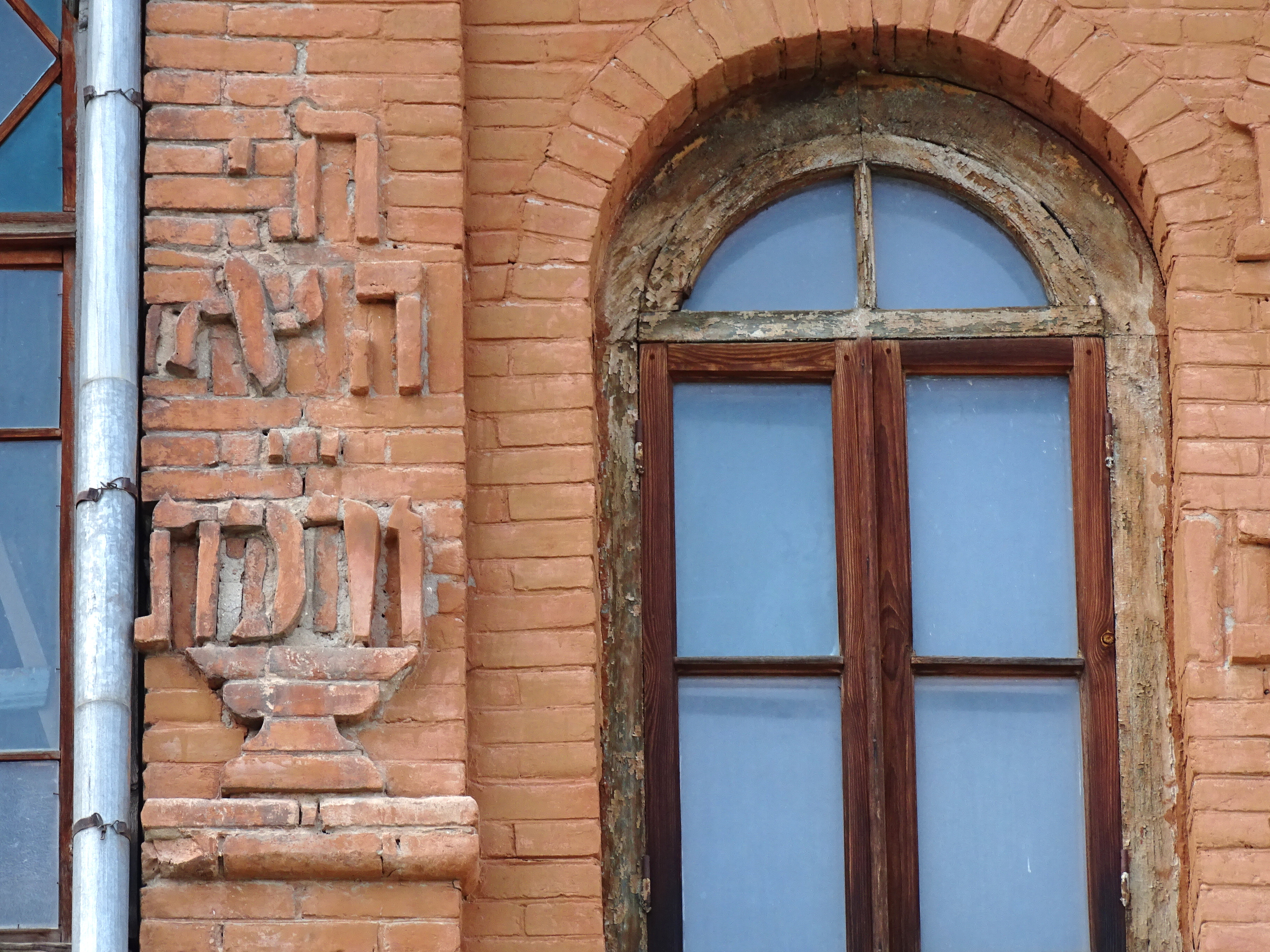
Lettres hébraïques en brique sur la façade, Quba.
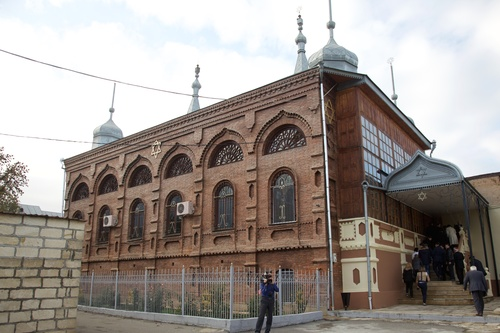
Synagogue d'été, Quba.
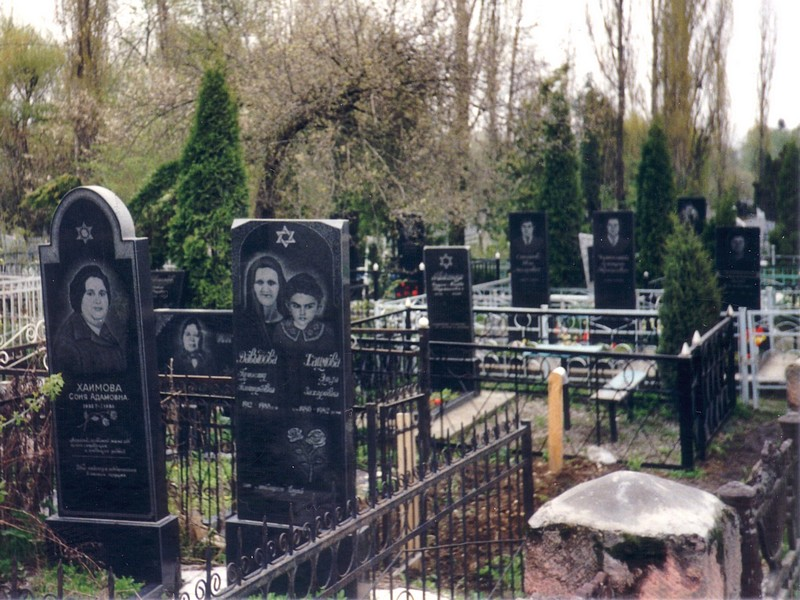
Cimetière juif de Naltchik.